# Urszula Radwańska
Urszula Radwańska (Ahaus, 7 de Dezembro de 1990) é uma tenista profissional que representa a Polonia, porém é nascida na Alemanha, ela é irmã mais nova da também tenista Agnieszka Radwańska. Sua melhor colocação na WTA foi a 29° coloção em simples.

## WTA Tour finais

### Simples: 2 (2 vices)
| Legenda                             |
| ----------------------------------- |
| Grand Slam (0–0)                    |
| WTA Tour (0–0)                      |
| Premier Mandatory & Premier 5 (0–0) |
| Premier (0–0)                       |
| International (0–2)                 |

| Títulos por Piso |
| ---------------- |
| Duro (0–1)       |
| Grama (0–1)      |
| Saibro (0–0)     |
| Carpete (0–0)    |

| Resultado | N. | Data          | Campeonato                             | Piso  | Oponente       | Placar   |
| --------- | -- | ------------- | -------------------------------------- | ----- | -------------- | -------- |
| Vice      | 1. | 23 Junho 2012 | UNICEF Open, 's-Hertogenbosch, Holanda | Grama | Nadia Petrova  | 6–4, 6–3 |
| Vice      | 2. | 26 Julho 2015 | İstanbul Cup, Istambul, Turquia        | Duro  | Lesia Tsurenko | 5–7, 1–6 |

### Duplas: 1 (1 título)
| Legenda                             |
| ----------------------------------- |
| Grand Slam (0–0)                    |
| WTA Tour (0–0)                      |
| Premier Mandatory & Premier 5 (0–0) |
| Premier (0–0)                       |
| International (1–0)                 |

| Títulos por Piso |
| ---------------- |
| Duro (0–0)       |
| Grama (0–0)      |
| Saibro (1–0)     |
| Carpete (0–0)    |

| Resultado | N. | Data         | Campeonato                      | Piso   | Parceira            | Oponentes                 | Placar   |
| --------- | -- | ------------ | ------------------------------- | ------ | ------------------- | ------------------------- | -------- |
| Campeã    | 1. | 21 Maio 2007 | İstanbul Cup, Istanbul, Turquia | Saibro | Agnieszka Radwańska | Yung-Jan Chan Sania Mirza | 6–1, 6–3 |

## Ligações Externas
Media relacionados com Urszula Radwańska no Wikimedia Commons
- Perfil na WTA